# Визни режим за држављане Босне и Херцеговине

## Визни режим
| Држава                      | Визни режим                     | Напомене | Реципроцитет |
| --------------------------- | ------------------------------- | --- | ------------ |
| Авганистан                  | Виза потребна                   | | √            |
| Албанија                    | Виза није потребна              | 90 дана | √            |
| Алжир                       | Виза потребна                   | | √            |
| Андора                      | Виза није потребна              | | √            |
| Ангола                      | Виза потребна                   | |              |
| Антигва и Барбуда           | Електронска улазна виза         | |              |
| Аргентина                   | Виза потребна                   | |              |
| Јерменија                   | Виза на доласку                 | 180 дана | X            |
| Аустралија                  | Виза потребна                   | |              |
| Аустрија                    | Виза није потребна              | 90 дана на 180 дана                                                                                          | √            |
| Азербејџан                  | Виза потребна                   | | √            |
| Бахами                      | Виза потребна                   | Виза није потребна за резиденте САД и Канаде. Путници прекоокеанских бродова могу да посете Бахаме без визе. | √            |
| Бахреин                     | Виза потребна                   | | √            |
| Бангладеш                   | Виза на доласку                 | 30 дана. Само на одређеним аеродромима.                                                                      | X            |
| Барбадос                    | Виза потребна                   | | √            |
| Белорусија                  | Виза није потребна              | 30 дана | √            |
| Белгија                     | Виза није потребна              | 90 дана на 180 дана                                                                                          | √            |
| Белизе                      | Виза потребна                   | | √            |
| Бенин                       | Виза потребна                   | | √            |
| Бутан                       | Виза потребна                   | Виза која је добијена се може подићи на граници.                                                             | √            |
| Боливија                    | Виза на доласку                 | 90 дана | X            |
| Боцвана                     | Виза потребна                   | | √            |
| Бразил                      | Виза није потребна              | 90 дана | √            |
| Брунеј                      | Виза потребна                   | | √            |
| Бугарска                    | Виза није потребна              | 90 дана на 180 дана                                                                                          | √            |
| Буркина Фасо                | Виза потребна                   | | √            |
| Бурунди                     | Виза потребна                   | | √            |
| Камбоџа                     | Виза на доласку                 | 30 дана. Може се добити и преко интернета.                                                                   | X            |
| Камерун                     | Виза потребна                   | Унапред добијена виза се може подићи на граници.                                                             | √            |
| Канада                      | Виза потребна                   | Резиденти САД не морају да имају визу.                                                                       | X            |
| Зеленортска Острва          | Виза на доласку                 | | X            |
| Централноафричка Република  | Виза потребна                   | | √            |
| Чад                         | Виза потребна                   | | √            |
| Чиле                        | Виза није потребна              | 90 дана | √            |
| Кина                        | Виза није потребна              | У већим градовима је омогућен транзит од 72 сата за међународне путнике.                                     | √            |
| Колумбија                   | Виза потребна                   | | √            |
| Република Косово            | Виза потребна                   | | √            |
| Комори                      | Виза на доласку                 | | X            |
| Република Конго             | Виза потребна                   | | √            |
| Демократска Република Конго | Виза потребна                   | | √            |
| Костарика                   | Виза није потребна              | 90 дана | √            |
| Обала Слоноваче             | Виза потребна                   | Унапред добијена виза се може подићи на граници.                                                             | √            |
| Хрватска                    | Виза није потребна              | 90 дана на 180 дана                                                                                          | √            |
| Куба                        | Виза није потребна              | 90 дана | √            |
| Кипар                       | Виза није потребна              | 90 дана на 180 дана                                                                                          | √            |
| Чешка                       | Виза није потребна              | 90 дана на 180 дана                                                                                          | √            |
| Данска                      | Виза није потребна              | 90 дана на 180 дана                                                                                          | √            |
| Џибути                      | Виза на доласку                 | | X            |
| Доминика                    | Виза није потребна              | 21 дана | X            |
| Доминиканска Република      | Виза није потребна              | 90 дана (неопходно је купити туристичку картицу која важи 30 дана по доласку)                                | X            |
| Еквадор                     | Виза није потребна              | 90 дана | X            |
| Египат                      | Виза на доласку                 | 30 дана | X            |
| Ел Салвадор                 | Виза потребна                   | Виза није потребна за носиоце виза Канаде, САД или државе чланице Шенгена.                                   | √            |
| Екваторијална Гвинеја       | Виза потребна                   | | √            |
| Еритреја                    | Виза потребна                   | Унапред добијена виза може да се подигне на граници.                                                         | √            |
| Естонија                    | Виза није потребна              | 90 дана на 180 дана                                                                                          | √            |
| Етиопија                    | Виза потребна                   | | √            |
| Фиџи                        | Виза није потребна              | 4 месеца | X            |
| Финска                      | Виза није потребна              | 90 дана на 180 дана                                                                                          | √            |
| Француска                   | Виза није потребна              | 90 дана на 180 дана                                                                                          | √            |
| Габон                       | Виза потребна                   | Унапред добијена виза може да се подигне на граници.                                                         | √            |
| Гамбија                     | Виза није потребна              | 90 дана | X            |
| Грузија                     | Виза није потребна              | 360 дана | X            |
| Немачка                     | Виза није потребна              | 90 дана на 180 дана                                                                                          | √            |
| Гана                        | Виза потребна                   | Унапред добијена виза може да се подигне на граници.                                                         | √            |
| Грчка                       | Виза није потребна              | 90 дана на 180 дана                                                                                          | √            |
| Гренада                     | Виза на доласку                 | 3 месеца | X            |
| Гватемала                   | Виза потребна                   | Виза није потребна за носиоце виза издатих од стране Канаде, САД или државе чланице Шенгена.                 | √            |
| Гвинеја                     | Виза потребна                   | | √            |
| Гвинеја Бисао               | Виза на доласку                 | 90 дана | X            |
| Гвајана                     | Виза потребна                   | | √            |
| Хаити                       | Виза није потребна              | 90 дана | X            |
| Хондурас                    | Виза потребна                   | Not required for holders of a valid visa issued by Canada, the USA or a Schengen Member State.               | √            |
| Мађарска                    | Виза није потребна              | 90 дана на 180 дана                                                                                          | √            |
| Исланд                      | Виза није потребна              | 90 дана на 180 дана                                                                                          | √            |
| Индија                      | Виза потребна                   | | √            |
| Индонезија                  | Виза потребна                   | | √            |
| Иран                        | Виза на доласку                 | Под одређеним условима.                                                                                      | X            |
| Ирак                        | Виза потребна                   | | √            |
| Ирска                       | Виза потребна                   | Носиоци британске визе не морају да поседују ирску визу.                                                     | X            |
| Израел                      | Виза није потребна              | 3 месеца | √            |
| Италија                     | Виза није потребна              | 90 дана на 180 дана                                                                                          | √            |
| Јамајка                     | Виза на доласку                 | 30 дана | X            |
| Јапан                       | Виза није потребна              | 90 дана | √            |
| Јордан                      | Виза на доласку                 | | X            |
| Казахстан                   | Виза није потребна              | 30 дана | √            |
| Кенија                      | Виза на доласку                 | 3 месеца | X            |
| Кирибати                    | Виза потребна                   | | √            |
| Северна Кореја              | Виза потребна                   | | √            |
| Јужна Кореја                | Виза није потребна              | 90 дана | √            |
| Кувајт                      | Виза потребна                   | | √            |
| Киргистан                   | Виза на доласку                 | 60 дана | X            |
| Лаос                        | Виза на доласку                 | 30 дана | X            |
| Летонија                    | Виза није потребна              | 90 дана на 180 дана                                                                                          | √            |
| Либан                       | Виза на доласку                 | 3 месеца | X            |
| Лесото                      | Виза потребна                   | | √            |
| Либерија                    | Виза потребна                   | Унапред добијена виза се може добити на граничном прелазу.                                                   | √            |
| Либија                      | Виза потребна                   | Унапред добијена виза се може добити на граничном прелазу.                                                   | √            |
| Лихтенштајн                 | Виза није потребна              | 90 дана на 180 дана                                                                                          | √            |
| Литванија                   | Виза није потребна              | 90 дана на 180 дана                                                                                          | √            |
| Луксембург                  | Виза није потребна              | 90 дана на 180 дана                                                                                          | √            |
| Северна Македонија          | Виза није потребна              | 60 дана; Лична карта као важећи путни документ                                                               | √            |
| Мадагаскар                  | Виза на доласку                 | 90 дана | X            |
| Малави                      | Виза потребна                   | Потребна виза и за транзит.                                                                                  | √            |
| Малезија                    | Виза није потребна              | 30 дана | X            |
| Малдиви                     | Виза на доласку                 | 30 дана | X            |
| Мали                        | Виза потребна                   | | √            |
| Малта                       | Виза није потребна              | 90 дана на 180 дана                                                                                          | √            |
| Маршалска Острва            | Виза потребна                   | | X            |
| Мауританија                 | Виза на доласку                 | | X            |
| Маурицијус                  | Виза на доласку                 | 60 дана | X            |
| Мексико                     | Виза потребна                   | Виза није потребна за носиоце виза за САД.                                                                   | X            |
| Микронезија                 | Виза није потребна              | 30 дана | X            |
| Молдавија                   | Виза није потребна              | 90 дана | √            |
| Монако                      | Виза није потребна              | | √            |
| Монголија                   | Виза није потребна              | 90 дана | √            |
| Црна Гора                   | Виза није потребна              | 90 дана на 180 дана; Лична карта као важећи путни документ                                                   | √            |
| Мароко                      | Виза потребна                   | | √            |
| Мозамбик                    | Виза на доласку                 | 30 дана | X            |
| Мјанмар                     | Виза потребна                   | | √            |
| Намибија                    | Виза потребна                   | | √            |
| Науру                       | Виза потребна                   | | √            |
| Непал                       | Виза на доласку                 | 90 дана | X            |
| Холандија                   | Виза није потребна              | 90 дана на 180 дана                                                                                          | √            |
| Нови Зеланд                 | Виза потребна                   | | X            |
| Никарагва                   | Виза на доласку                 | 90 дана | X            |
| Нигер                       | Виза потребна                   | | √            |
| Нигерија                    | Виза потребна                   | Унапред добијена виза се може подићи на граници.                                                             | √            |
| Норвешка                    | Виза није потребна              | 90 дана на 180 дана                                                                                          | √            |
| Оман                        | Виза потребна                   | | √            |
| Пакистан                    | Виза потребна                   | | √            |
| Палау                       | Виза на доласку                 | 30 дана | X            |
| Панама                      | Виза није потребна              | 180 дана | X            |
| Папуа Нова Гвинеја          | Виза потребна                   | | √            |
| Парагвај                    | Виза потребна                   | | √            |
| Перу                        | Виза није потребна              | до 183 дана                                                                                                  | X            |
| Филипини                    | Виза потребна                   | | √            |
| Пољска                      | Виза није потребна              | 90 дана на 180 дана                                                                                          | √            |
| Португалија                 | Виза није потребна              | 90 дана на 180 дана                                                                                          | √            |
| Катар                       | Виза потребна                   | | √            |
| Румунија                    | Виза није потребна              | 90 дана на 180 дана                                                                                          | √            |
| Русија                      | Виза није потребна              | 30 дана | √            |
| Руанда                      | Виза потребна                   | Виза се може добити и на интернету.                                                                          | √            |
| Свети Китс и Невис          | Виза потребна                   | Виза се може добити и на интернету.                                                                          | √            |
| Света Луција                | Виза потребна                   | | √            |
| Свети Винсент и Гренадини   | Виза није потребна              | 1 месец | X            |
| Самоа                       | Дозвола на уласку               | 60 дана | X            |
| Сан Марино                  | Виза није потребна              | | √            |
| Сао Томе и Принципе         | Виза потребна                   | Виза се може добити и на интернету.                                                                          | √            |
| Саудијска Арабија           | Виза потребна                   | | √            |
| Сенегал                     | Виза потребна                   | | √            |
| Сејшели                     | Дозвола на доласку              | 1 месец | √            |
| Сијера Леоне                | Виза потребна                   | Унапред добијена виза се може добити на граници.                                                             | √            |
| Сингапур                    | Виза није потребна              | 30 дана | √            |
| Словачка                    | Виза није потребна              | 90 дана на 180 дана                                                                                          | √            |
| Словенија                   | Виза није потребна              | 90 дана на 180 дана                                                                                          | √            |
| Соломонска Острва           | Виза потребна                   | | √            |
| Сомалија                    | Виза на доласку                 | 30 дана | X            |
| Јужна Африка                | Виза потребна                   | | √            |
| Јужни Судан                 | Виза потребна                   | | √            |
| Шпанија                     | Виза није потребна              | 90 дана на 180 дана                                                                                          | √            |
| Шри Ланка                   | Electronic Travel Authorization | 30 дана | X            |
| Судан                       | Виза потребна                   | | √            |
| Суринам                     | Виза потребна                   | | √            |
| Свазиленд                   | Виза није потребна              | 30 дана | X            |
| Шведска                     | Виза није потребна              | 90 дана на 180 дана                                                                                          | √            |
| Швајцарска                  | Виза није потребна              | 90 дана на 180 дана                                                                                          | √            |
| Сирија                      | Виза потребна                   | | √            |
| Таџикистан                  | Виза потребна                   | | √            |
| Танзанија                   | Виза на доласку                 | | X            |
| Тајланд                     | Виза потребна                   | | √            |
| Источни Тимор               | Виза на доласку                 | 30 дана. | X            |
| Того                        | Виза на доласку                 | 7 дана | X            |
| Тонга                       | Виза потребна                   | | √            |
| Тринидад и Тобаго           | Виза није потребна              | 30 дана | X            |
| Тунис                       | Виза није потребна              | 3 месеца | √            |
| Турска                      | Виза није потребна              | 3 месеца | √            |
| Туркменистан                | Виза потребна                   | Унапред добијена виза се може подићи на граници.                                                             | √            |
| Тувалу                      | Виза на доласку                 | 1 месец | X            |
| Уганда                      | Виза на доласку                 | Одређује се на граници.                                                                                      | X            |
| Украјина                    | Виза није потребна              | 30 дана | √            |
| Уједињени Арапски Емирати   | Виза потребна                   | Може се организовати преко авио компаније.                                                                   | X            |
| United Kingdom              | Виза потребна                   | Потребна је виза и за транзит.                                                                               | X            |
| САД                         | Виза потребна                   | | X            |
| Уругвај                     | Виза није потребна              | 90 дана | √            |
| Узбекистан                  | Виза потребна                   | Унапред добијена виза се може подићи на граници.                                                             | √            |
| Вануату                     | Виза није потребна              | 30 дана | X            |
| Ватикан                     | Виза није потребна              | | √            |
| Венецуела                   | Виза потребна                   | | √            |
| Вијетнам                    | Виза потребна                   | Унапред организована виза се може добити на граници.                                                         | √            |
| Јемен                       | Виза потребна                   | | √            |
| Замбија                     | Виза није потребна              | 90 дана | X            |
| Зимбабве                    | Виза потребна                   | | √            |

## Путовање без визе „послом“
Путовање без визе је такође могуће у следеће Земље, ако српско Министарство унутрашњих послова у пасошу наведе да његов носилац у неку земљу путује „послом“ - таква се нота даје без већих формалности, обично уз једноставну, неформалну позивницу стране компаније или јавне институције.
| Земље | Дозвољен боравак |
| ----- | ---------------- |
| Кина  | 90 дана          |

## Остали безвизни режими
| Земље                     | note |
| ------------------------- | --- |
| Уједињени Арапски Емирати | 30 дана Е-виза ако се долази кроз аеродром Дубаи. |
| Уједињено Краљевство      | даје изузеће од визног режима (виза типа Б) ако лице има било аустралијску, канадску, новозеландску или америчку визу, те је у транзиту до те Земље. |

## Дипломатски и службени пасоши
| Земље                 | дозвољен боравак  |
| --------------------- | ----------------- |
| Земље Шенгена         | 90 дана           |
| Азербејџан            | 90 дана           |
| Аргентина             | потписан споразум |
| Бангладеш             | 30 дана           |
| Јерменија             | 90 дана           |
| Кина                  | 90 дана           |
| Хрватска              | 90 дана           |
| Салвадор              | 90 дана           |
| Еквадор               | 90 дана           |
| Екваторијална Гвинеја | 90 дана           |
| Грузија               | 90 дана           |
| Гана                  | 60 дана           |
| Гвинеја               | 90 дана           |
| Гватемала             | 90 дана           |
| Хондурас              | 90 дана           |
| Индија                | 90 дана           |
| Индонезија            | 14 дана           |
| Израел                | 90 дана           |
| Иран                  | 90 дана           |
| Јордан                | 90 дана           |
| Мали                  | 30 дана           |
| Мексико               | 90 дана           |
| Молдавија             | 90 дана           |
| Мароко                | 90 дана           |
| Северна Кореја        | 90 дана           |
| Киргистан             | 90 дана           |
| Монголија             | 90 дана           |
| Никарагва             | 90 дана           |
| Пакистан              | 30 дана           |
| Перу                  | 15 дана           |
| Русија                | 30 дана           |
| Турска                | 90 дана           |
| Украјина              | 90 дана           |
| Вијетнам              | 90 дана           |
| Венецуела             | потписан споразум |
| Зимбабве              | 90 дана           |